# Thalamophyllia gasti
Thalamophyllia gasti är en korallart som först beskrevs av Döderlein 1913.  Thalamophyllia gasti ingår i släktet Thalamophyllia och familjen Caryophylliidae. Inga underarter finns listade i Catalogue of Life.